# Ps (Unix)
Pour les articles homonymes, voir ps.
Dans la majorité des systèmes Unix, la commande ps (abréviation de « process status ») affiche les processus machines en cours d'exécution. Un utilitaire similaire top affiche en temps réel les processus actifs.
La commande ps est similaire à la commande « tasklist » de Microsoft Windows. Dans Windows PowerShell, ps est un alias prédéfini de la commande « Get-Process » qui a globalement la même fonction.

## Exemples
Par exemple :
```
# ps

  
PID
 
TTY
          
TIME
 
CMD

 
7431
 
pts/0
    
00
:00:00
 
su

 
7434
 
pts/0
    
00
:00:00
 
bash

18585
 
pts/0
    
00
:00:00
 
ps

```

Un utilisateur peut aussi joindre la commande ps avec la commande « grep » pour filtrer les informations affichées.
On pourra par exemple utiliser grep ainsi :
```
# ps -A | grep firefox-bin

11778
 
?
        
02
:40:08
 
firefox-bin

11779
 
?
        
00
:00:00
 
firefox-bin

```

## Options
ps a de nombreuses options. Sur un système supportant le standard POSIX, la commande ps est utilisée en général avec l'option -ef. L'option -e permet d'afficher tous les processus (every), alors que l'option -f permet d'afficher toutes les informations disponibles par ps (full).
La majorité des systèmes issus de BSD n'ont pas les mêmes options. Cela est dû à des conflits d'intérêts historiques entre les développeurs des systèmes (par exemple l'option -e affiche les variables d'environnement). Sur ces systèmes on utilise souvent l'option aux. L'option a liste tous les processus (all). L'option u affiche l'utilisateur des processus (user) et l'option x affiche la liste des processus sans terminal (terminal x). Il est à noter que pour une inter-opérabilité optimale, le signe - n'est pas présent devant les options.

## Paquet
ps fait partie des utilitaires inclus dans le paquet procps. Le projet est hébergé par SourceForge.net.

## Pstree
Il existe une commande pstree qui permet d'afficher les processus sous forme arborescente, c'est-à-dire en visualisant les liens de dépendance entre les processus.

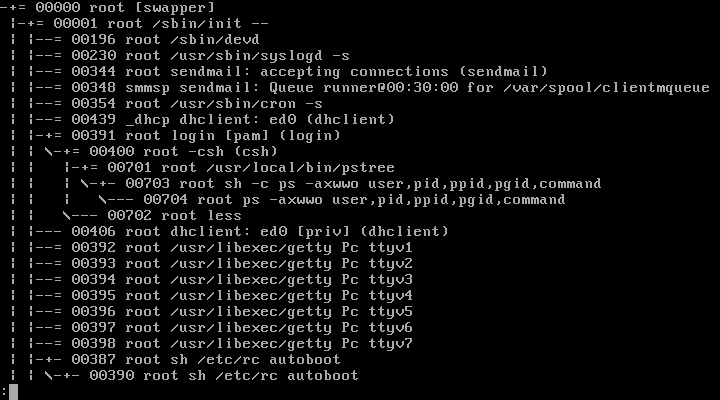
Exemple d'affichage de pstree sur FreeBSD

La syntaxe de la commande est:

pstree [options] [pid or username]